# Juan Lémann
Juan Lémann Cazabon (1928 – 1998) fue un Compositor, Pianista y Profesor universitario chileno de origen francés.

## Vida
Nace en Vendôme, Francia, el 7 de agosto de 1928 y fallece en Santiago de Chile el 16 de mayo de 1998. Su familia es de origen francesa, la cual se establece en Chile el año 1884. Ël mismo llega a Chile con su madre el año 1932 a la edad de 4 años. Realiza sus estudios primarios y secundarios en el Colegio de los Sagrados Corazones de Santiago, obteniendo el grado de Bachiller en Humanidades con mención en Matemáticas y Dibujo en el año 1948.
Realiza sus estudios de Piano desde muy temprana edad en el Conservatorio Nacional de Música de la Universidad de Chile, teniendo como profesores a René Amengual y Rosita Renard.  Se gradúa como Licenciado en Interpretación Superior con mención en Piano en el año 1954 con máxima calificación, habiendo obtenido en 1949 y 1951 los más altos galardones del Conservatorio, los premios "Orrego Carvallo" y "Rosita Renard". Luego pefecciona aún más su técnica pianística con Germán Berner y Alberto Spikin-Howard. Dedica  unos 12 años de su vida a la carrera de concertista en piano, destacando como solista con la Orquesta Sinfónica de Chile. Tal vez, uno de los factores que lo señalan como fomentador de la música nacional chilena, es el hecho de incluir recurrentemente en sus recitales a compositores de esta nacionalidad.
En cuanto a su labor como compositor, estudia la materia y otras que le son atingentes con Pedro Humberto Allende, Jorge Urrutia Blondel, Domingo Santa Cruz, Juan Orrego Salas y Gustavo Becerra. En forma simultánea, estudia Arquitectura en la Pontificia Universidad Católica de Chile, entre los años 1948 y 1950, carrera que luego abandona para dedicarse completamente a su labor musical. Desde 1960 en adelante tanto la composición como la docencia van a ser sus actividades principales.
Tuvo además una destacada actuación como Director Coral y durante 37 años trabajó como docente y académico en la Facultad de Artes de la Universidad de Chile entre los años 1961 y 1998, año en que falleció. Ejerció en la misma Facultad los cargos de Vicedecano y profesor titular, tanto de piano como de composición y otras asignaturas relacionadas. Entre otros importantes cargos y distinciones, fue Presidente de la Asociación Nacional de Compositores de Chile, miembro de su directorio por varios años y miembro de Número de la Academia Chilena de Bellas Artes del Instituto de Chile.